# 라스 베리하겐
라르스 닐스 "라스" 베리하겐(스웨덴어: Lars Nils "Lasse" Berghagen, 1945년 5월 13일 ~ 2023년 10월 19일)은 스웨덴의 가수, 작곡가이다.